# André van Schie

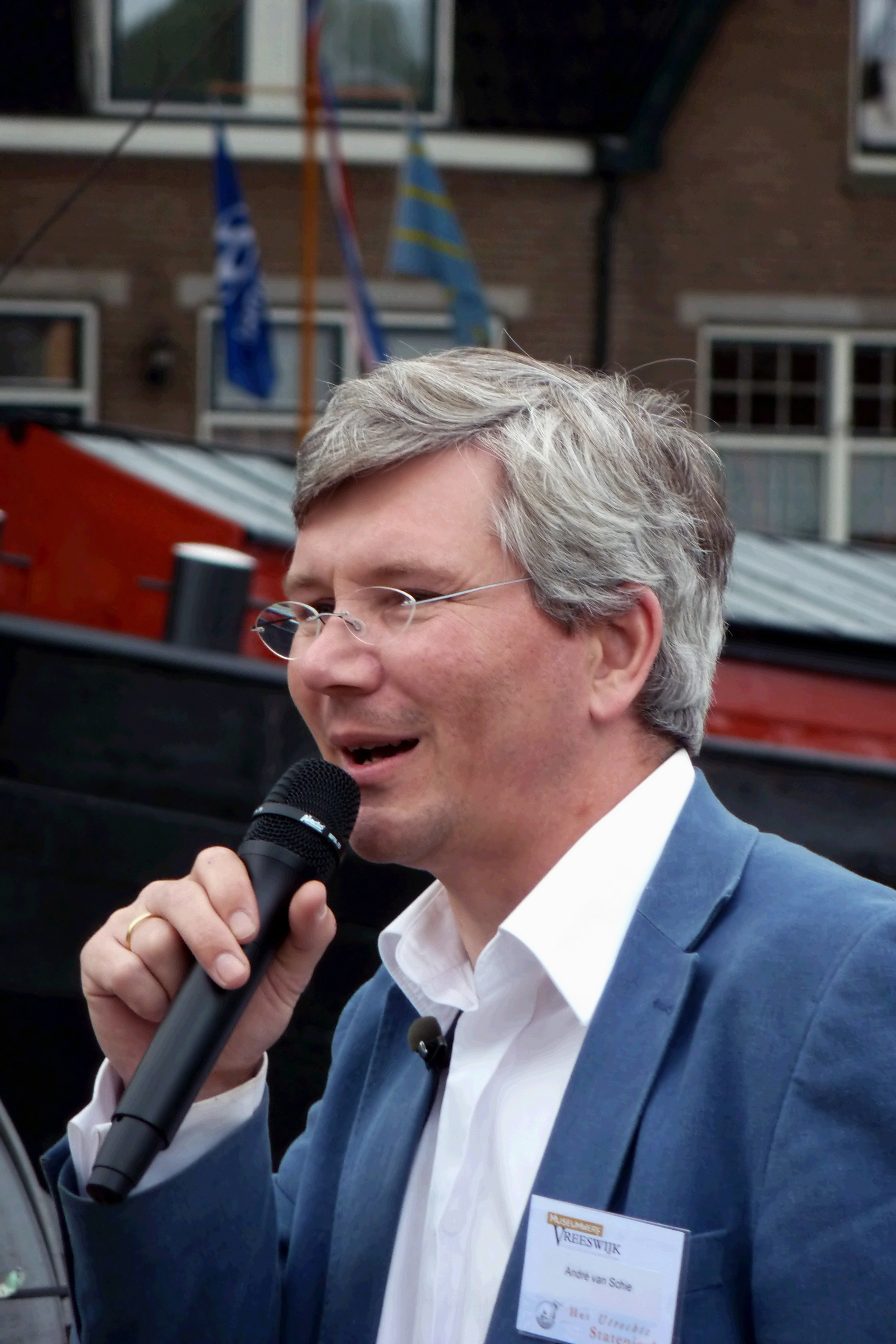
André van Schie, 2011

Andreas Gerardus (André) van Schie (Den Haag, 16 september 1969) is VVD-politicus en bestuurder. Sinds 21 augustus 2023 is hij lid van de Gedeputeerde Staten van Utrecht.

## Opleiding
Van Schie ging van 1981 tot 1985 naar de St. Lebuïnus Mavo in Utrecht. Van 1985 tot 1988 ging hij naar het St. Bonifatiuscollege in Utrecht waar hij zijn VWO diploma behaalde. Van Schie stond van 1988 tot 1994 ingeschreven bij de Universiteit Utrecht en studeerde daar onder andere cognitieve kunstmatige intelligentie (CKI) en natuurkunde (propedeuse).

## Loopbaan
Van Schie werkte van 2003 tot 2010 als manager bij zowel het Universiteitsmuseum Utrecht als het Sonneborgh Museum & Sterrenwacht. Van 2006 tot 2013 was hij voorzitter van het bevrijdingsfestival Utrecht. Van 2010 tot 2016 was Van Schie voorzitter adviescommissie van het Fonds voor Cultuurparticipatie. Van 2010 tot 2020 was Van Schie directeur van de Museumwerf Vreeswijk en de pont Vrevia. Van 2017 tot 2023 was hij voorzitter Adviescommissie Cultuur van de provincie Overijssel en voorzitter Adviescommissie Fonds Podiumkunsten, in deze periode was Van Schie ook actief als adviseur voor het Mondriaan Fonds. Van december 2019 tot augustus 2023 was Van Schie voorzitter van de raad van commissarissen van UW. In de periode 2020 tot 2022 was Van Schie directeur van Quintens Advies & Management B.V. 

## Politieke carrière
Van Schie werd in 1985 lid van de JOVD. Van 2003 tot 2009 was hij vice voorzitter van de VVD Utrecht, daarna was Van Schie van 2009 tot 2016 partijraadslid van de VVD. Van Schie is van 2010 tot 2018 gemeenteraadslid geweest in de stad Utrecht. In die tijd hield hij zich onder andere bezig met de portefeuilles mobiliteit, cultuur, erfgoed, stationsgebied, milieu en duurzaamheid, bibliotheek, ruimtelijke ontwikkeling en groen. Daarnaast was hij in die periode voorzitter van de commissie stad en ruimte en plaatsvervangend voorzitter van de gemeenteraad. In 2013 werd Van Schie genomineerd voor het beste raadslid van Nederland, waar hij eindigde bij de laatste 12 kandidaten. In september 2016 stond Van Schie op de lijst voor de verkiezingen van de Tweede Kamer, maar werd niet verkozen. In 2018 nam hij afscheid van de Utrechtse gemeenteraad. Van Schie was lijsttrekker van de VVD voor de Provinciale Statenverkiezingen van 2019 en 2023 in Utrecht. In maart 2019 werd Van Schie beëdigd als Statenlid voor de provincie Utrecht. In 2023 werd Van Schie herkozen en werd hij voorgedragen als gedeputeerde. In augustus dat jaar werd hij officieel beëdigd als Gedeputeerde Mobiliteit, Economie en Digitalisering.

## Persoonlijk
Van Schie is getrouwd, heeft twee kinderen en is woonachtig in Utrecht.